# Мрзла Водица
Мрзла Водица је насељено место у саставу општине Локве у Горском котару, Приморско-горанска жупанија, Република Хрватска.

## Историја
До територијалне реорганизације у Хрватској насеље се налазило у саставу старе општине Делнице.

## Становништво
На попису становништва 2011. године, Мрзла Водица је имала 16 становника.